# Ghelința
Ghelința is een Roemeense gemeente in het district Covasna.

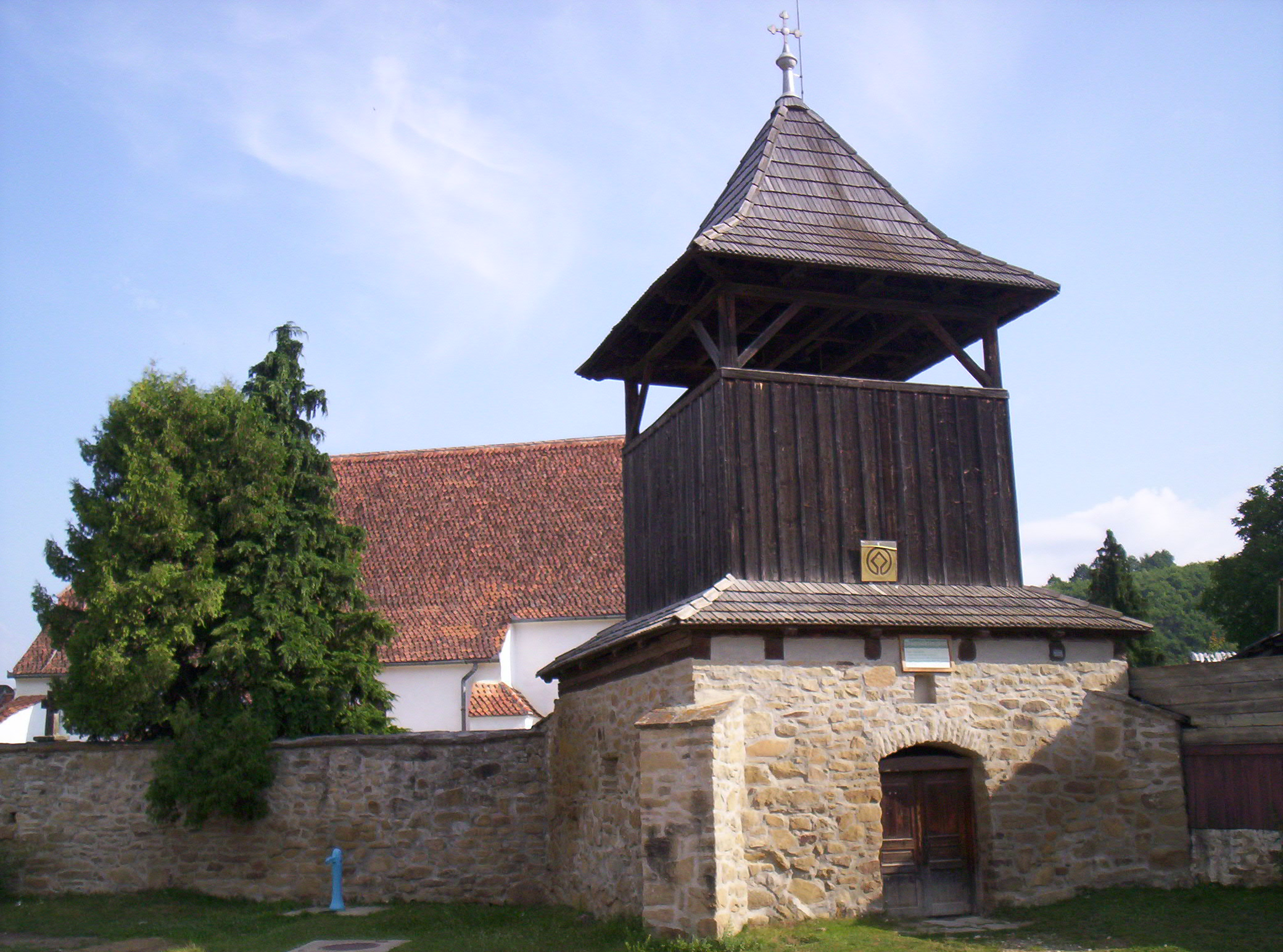
Ghelința

Ghelința telt 4857 inwoners.